# Bačevci (Valjevo)
Pour les articles homonymes, voir Bačevci.
Bačevci (en serbe cyrillique : Бачевци) est un village de Serbie situé sur le territoire de la Ville de Valjevo, district de Kolubara. Au recensement de 2011, il comptait 382 habitants.

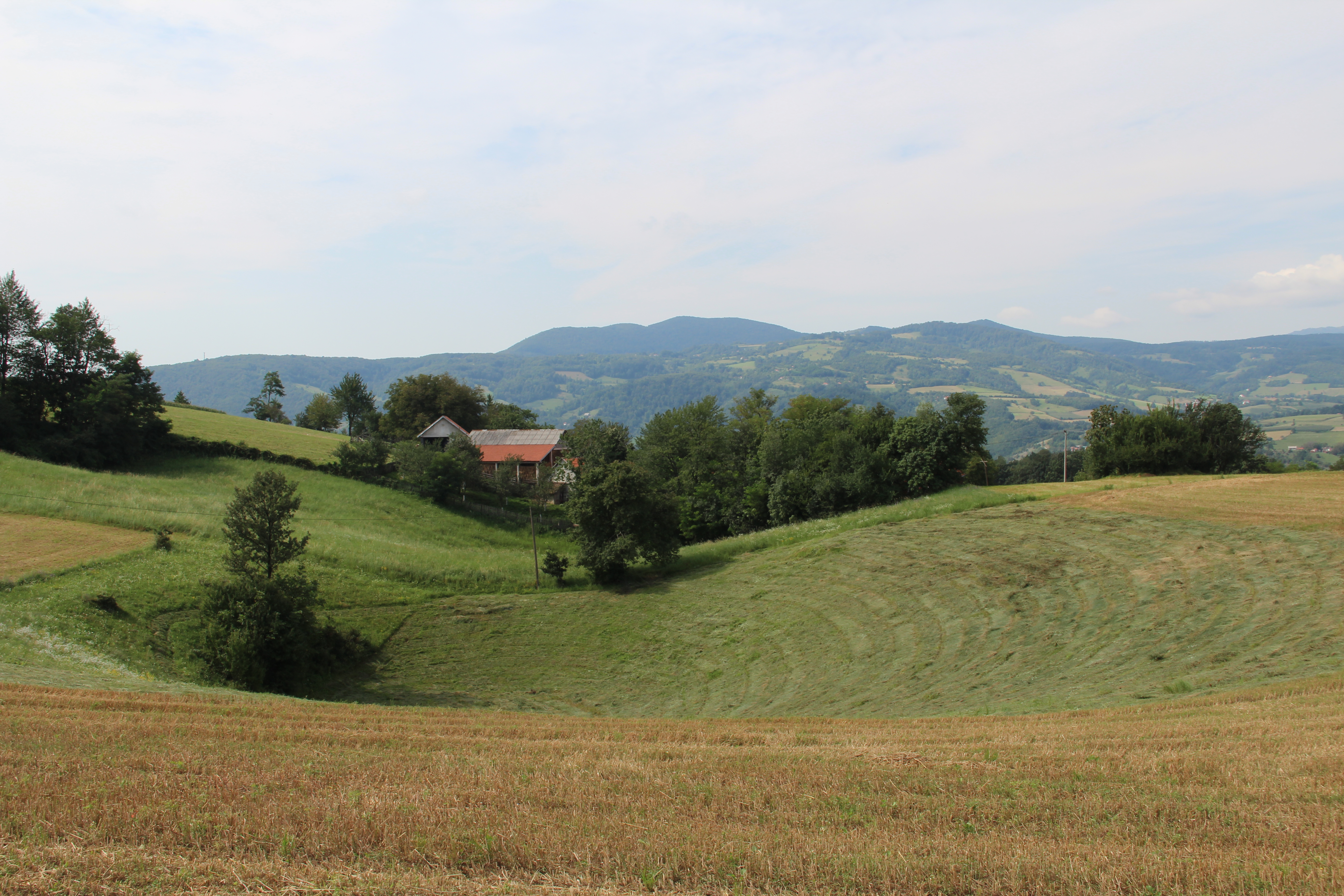
Bačevci - panorama
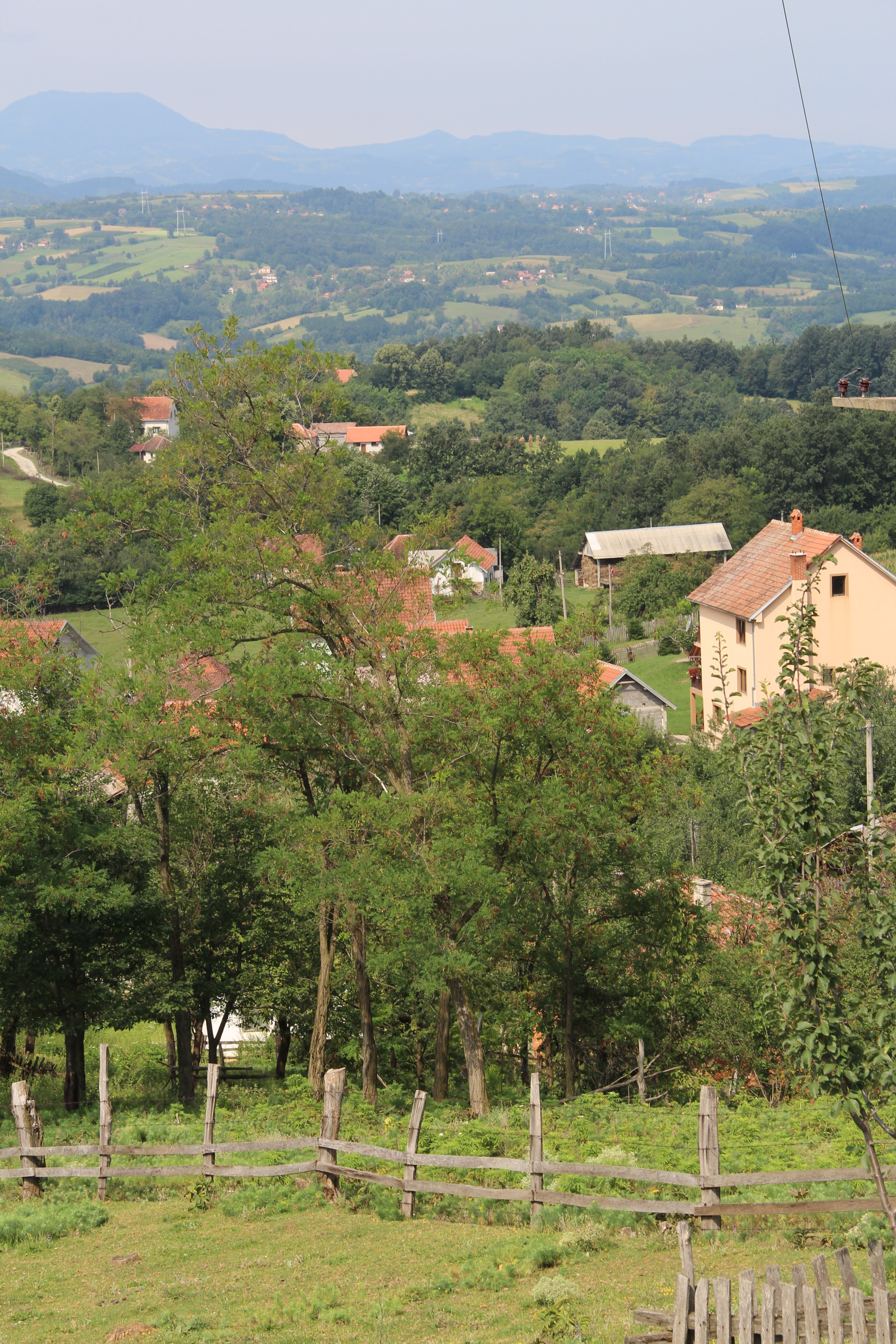
Bačevci - panorama
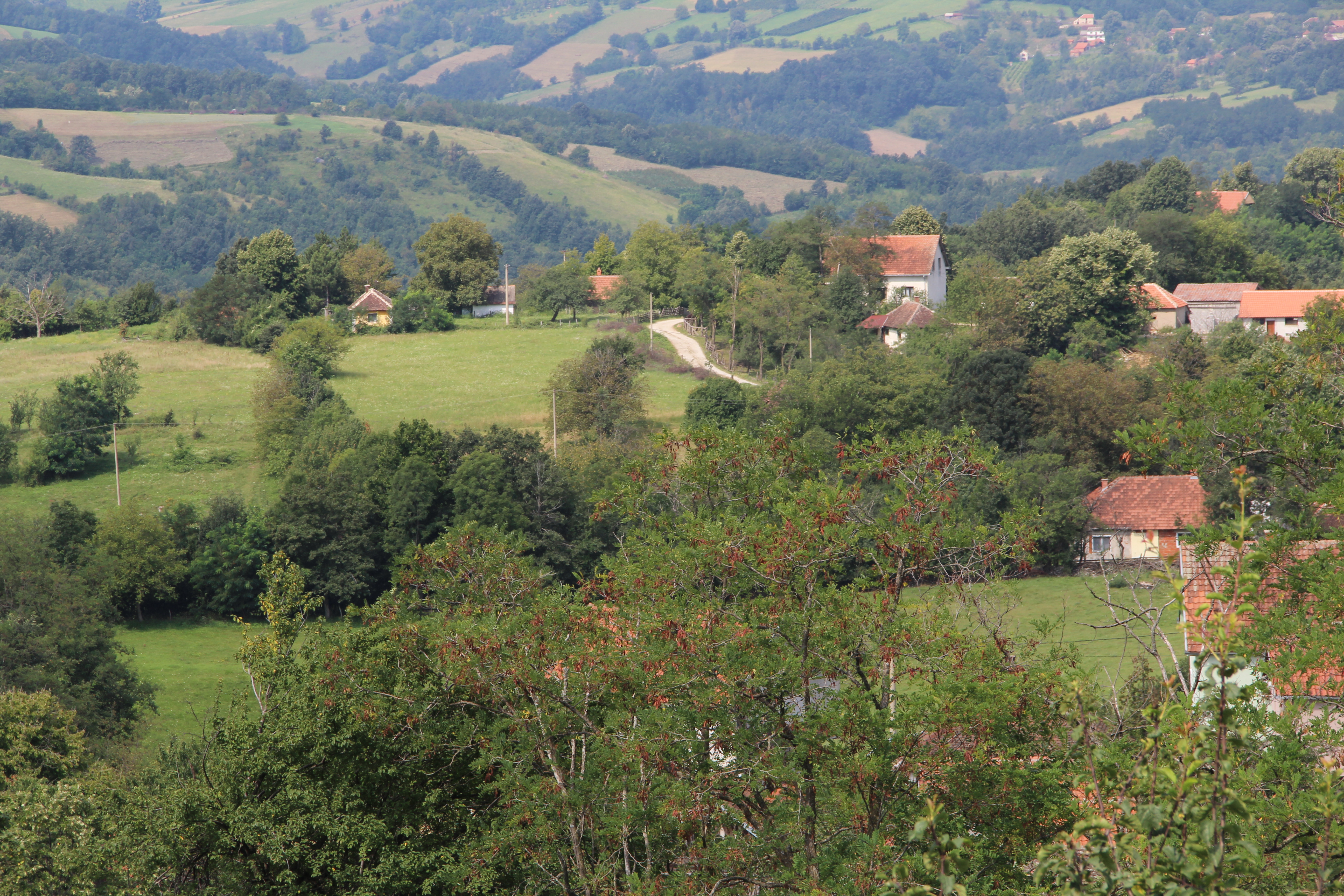
Bačevci - panorama
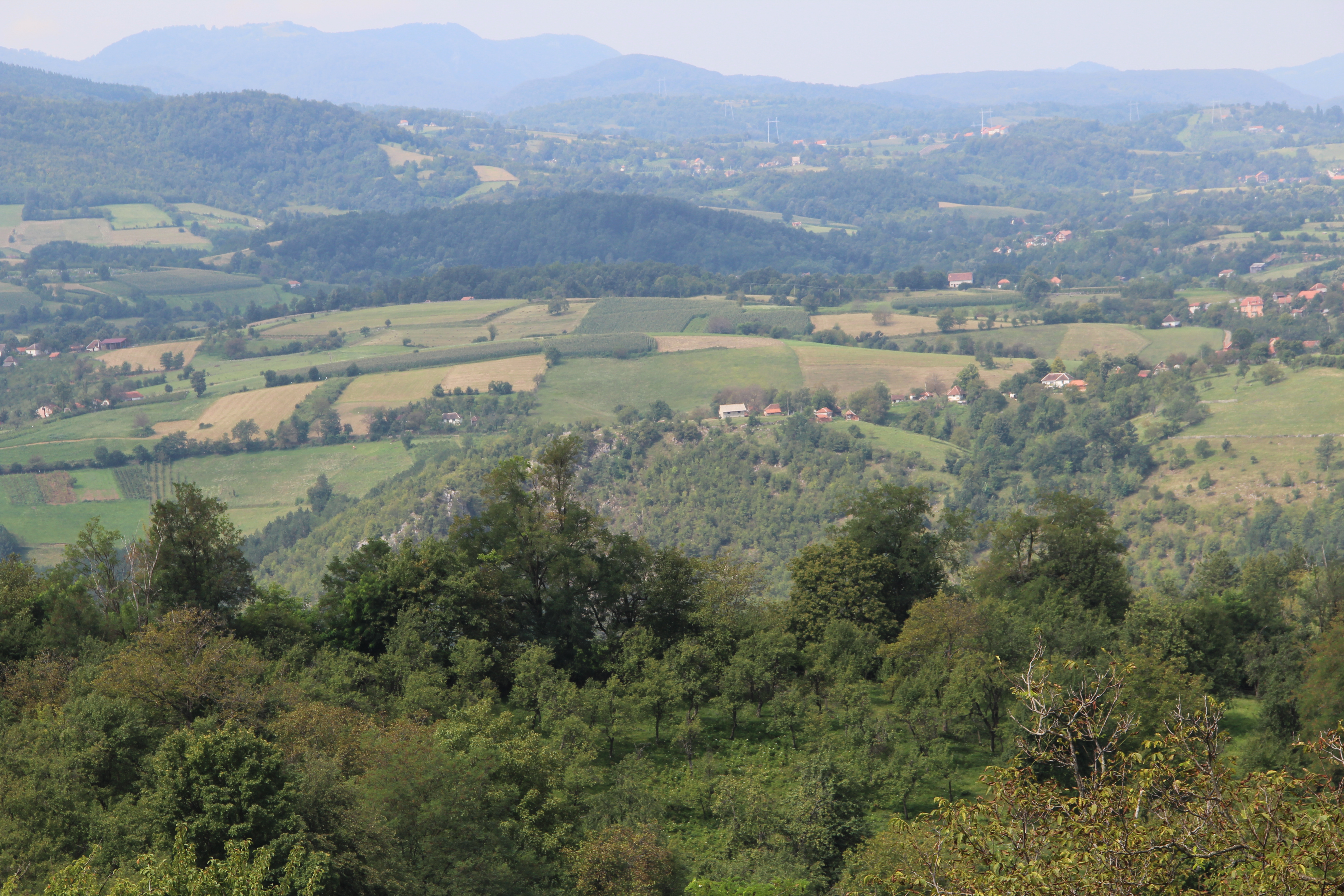
Bačevci - panorama
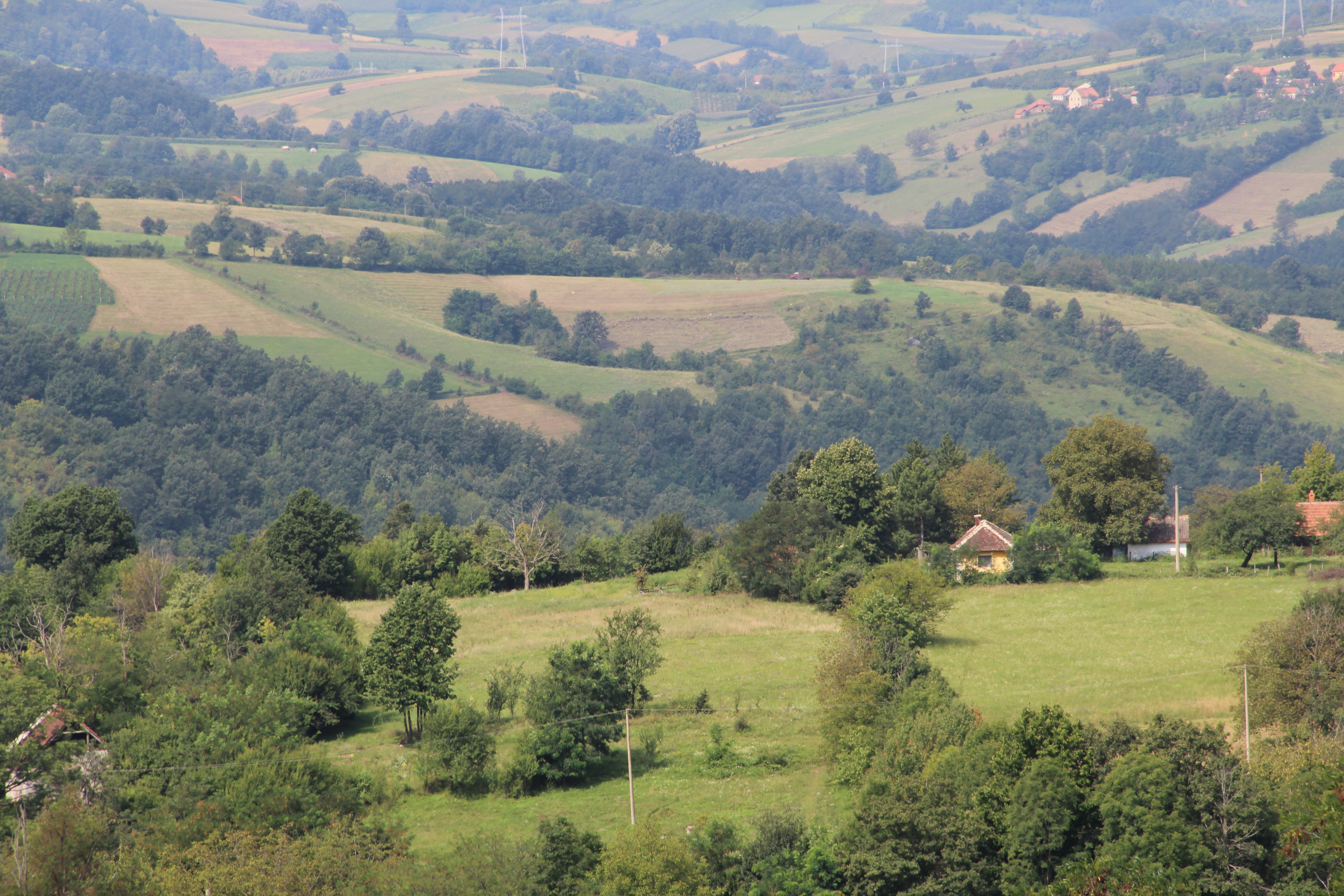
Bačevci - panorama
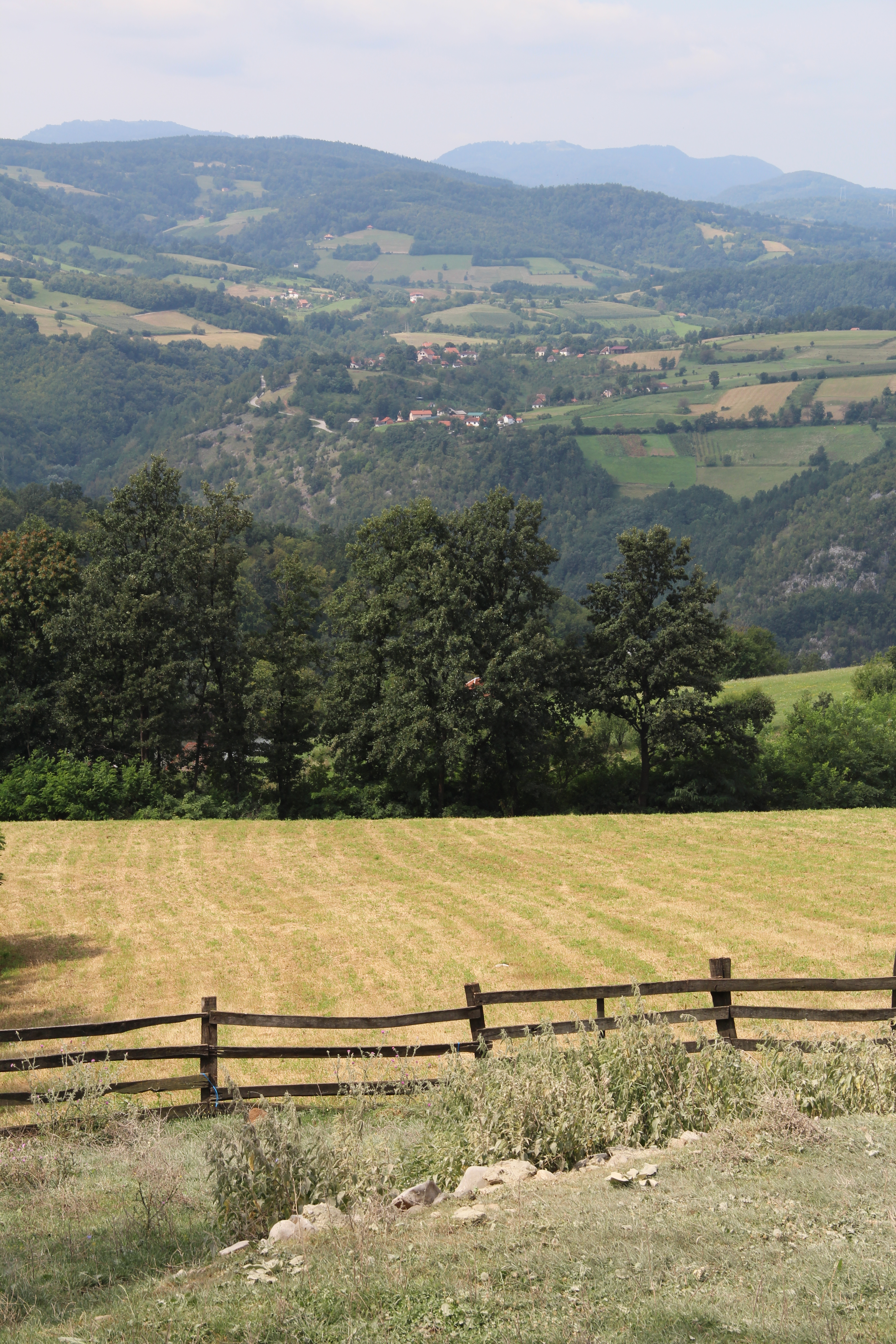
Bačevci - panorama
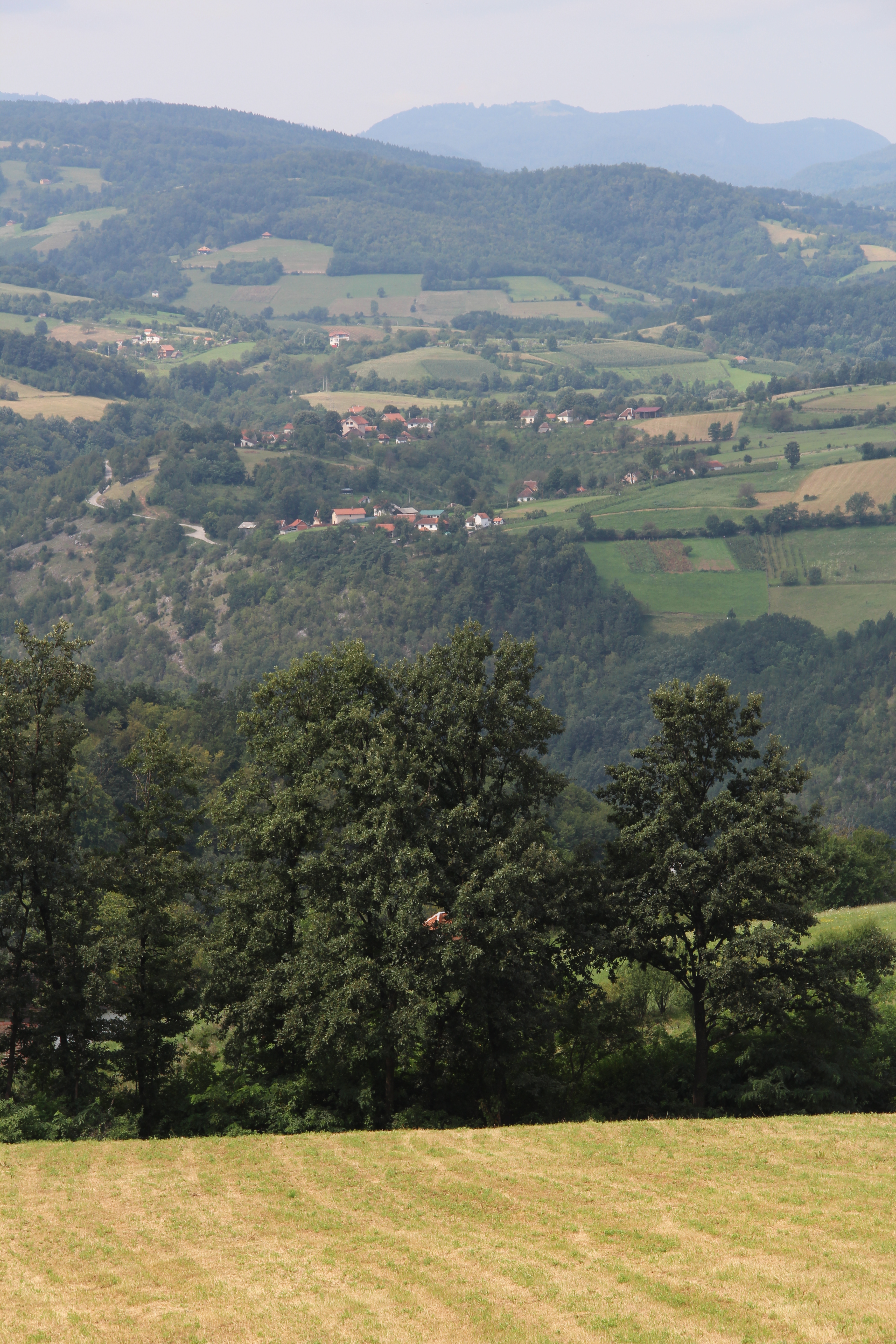
Bačevci - panorama
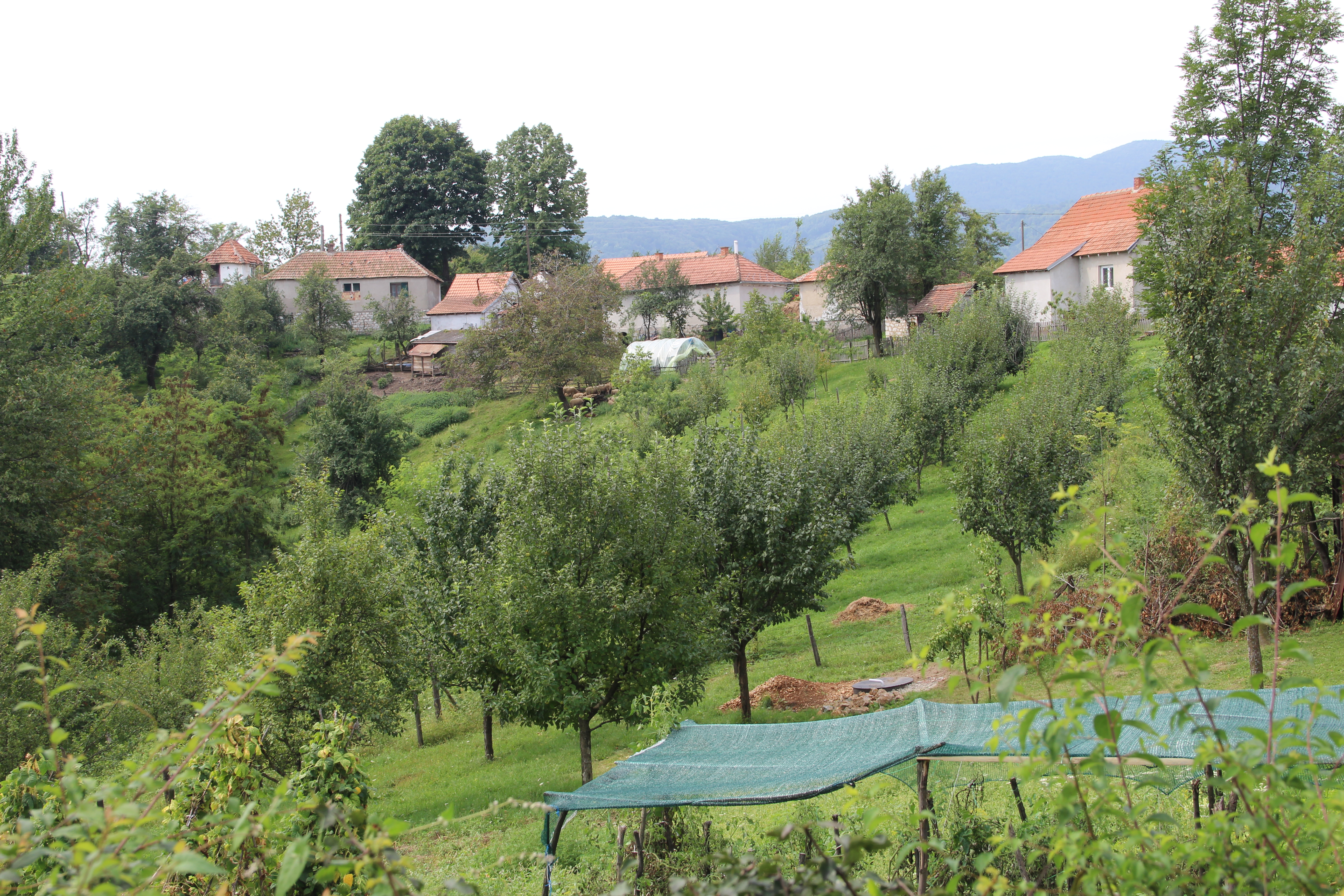
Bačevci - panorama
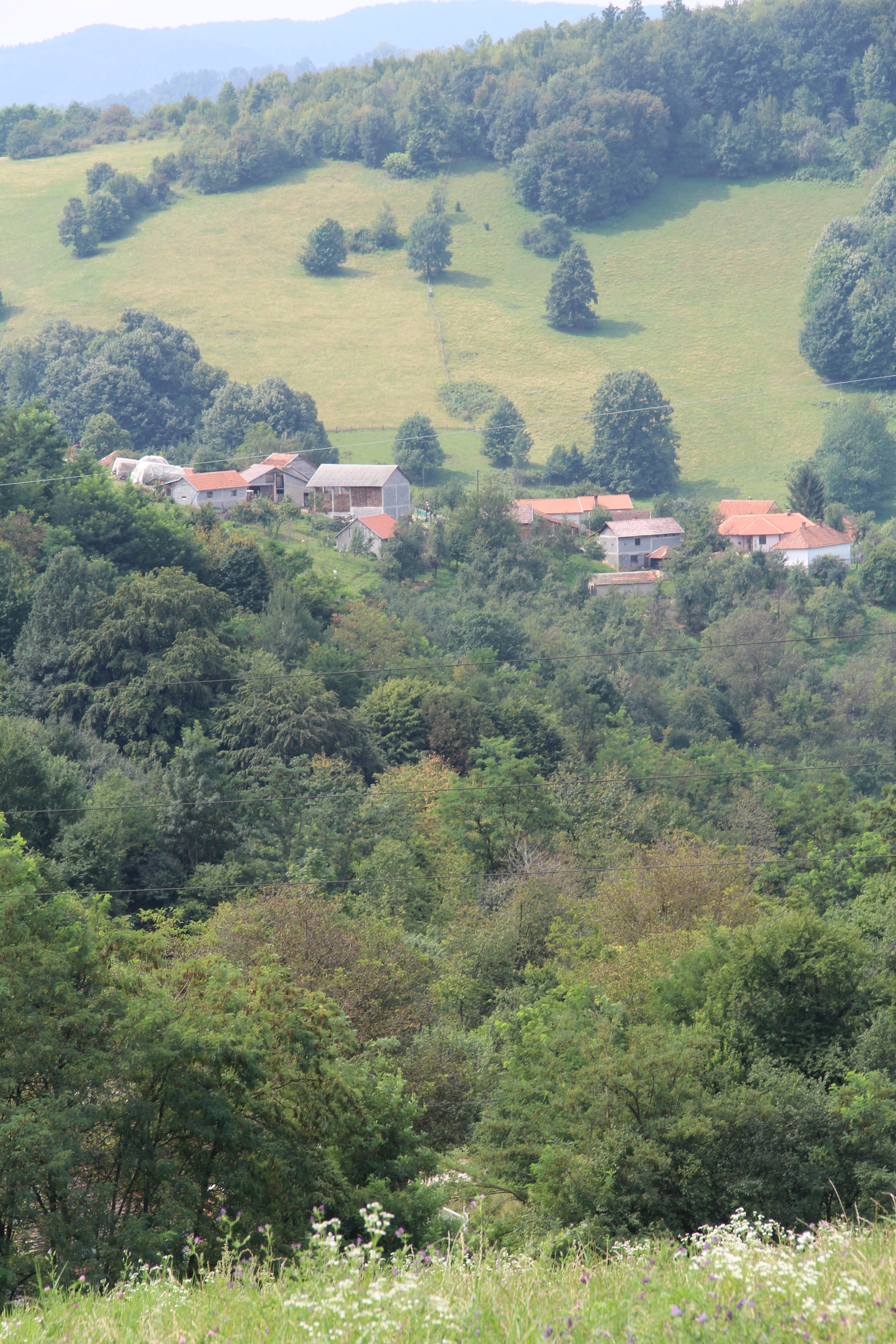
Bačevci - panorama
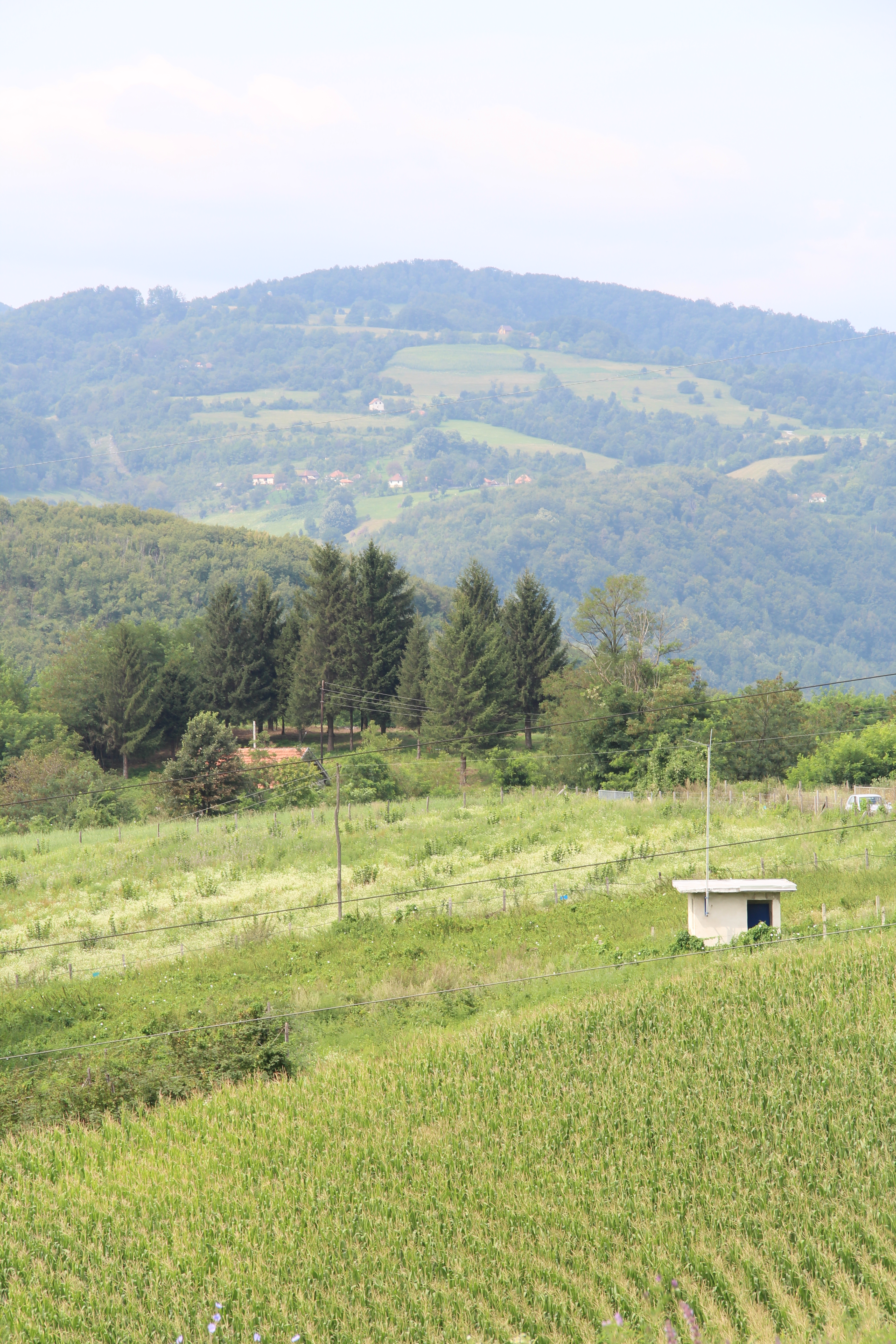
Bačevci - panorama
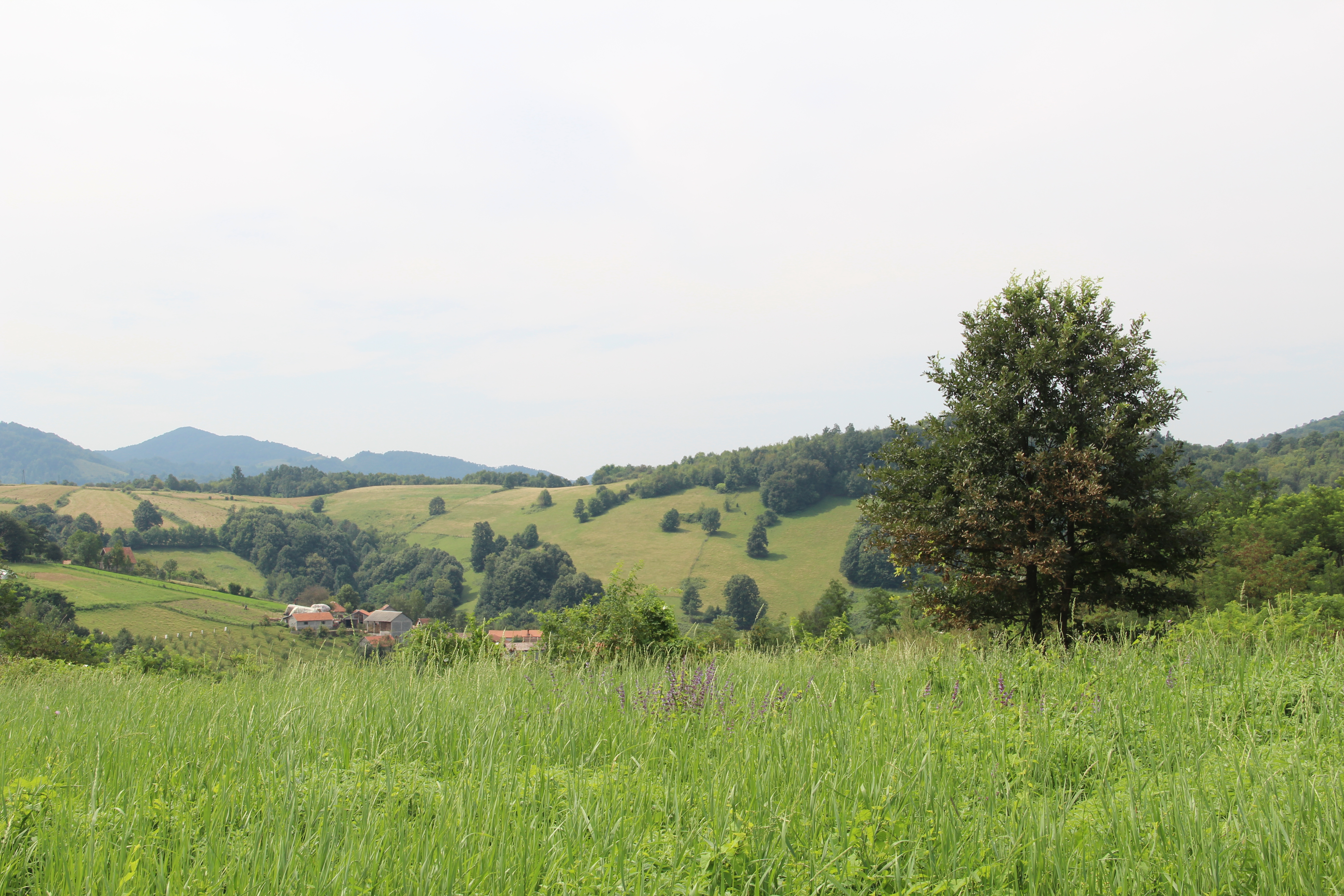
Bačevci - panorama
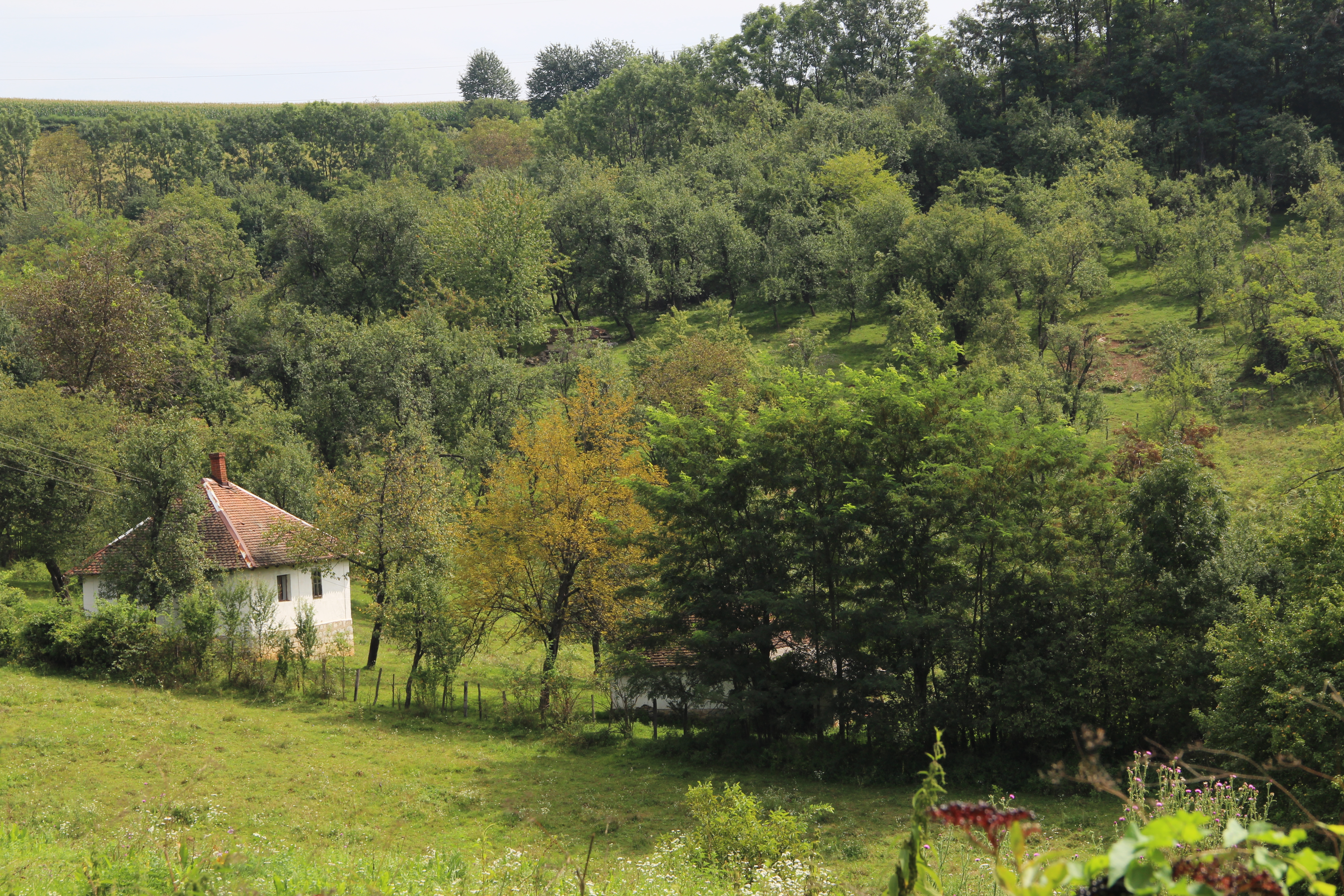
Bačevci - panorama

## Démographie
| 1948  | 1953  | 1961  | 1971 | 1981 | 1991 | 2002 | 2011 |
| ----- | ----- | ----- | ---- | ---- | ---- | ---- | ---- |
| 1 205 | 1 207 | 1 074 | 902  | 748  | 589  | 505  | 382  |

|  |